# Entodontopsis mexicana
Entodontopsis mexicana là một loài Rêu trong họ Stereophyllaceae. Loài này được (R.S. Williams) W.R. Buck & Ireland mô tả khoa học đầu tiên năm 1985.